# Ліга Еровнулі
Ліга Еровнулі (груз. ეროვნული ლიგა) є найвищою футбольною лігою чемпіонату Грузії, в якій беруть участь 10 команд. З 1990 року турнір проводить Професійна футбольна ліга Грузії. Доти з 1927 по 1989 чемпіонат Грузії був регіональною гілкою чемпіонату СРСР. З часу відновлення незалежності Грузії найуспішнішим клубом країни є тбіліське «Динамо», що здобував чемпіонство 19 разів.

## Формат
Ігри між командами проходять у два кола, тож загалом кожна команда має зіграти 22 матчі. Команди, що посіли два останні місця в лізі, опускаються в першу лігу. 
Нижче вказано, скільки клубів брали у часть у різних сезонах турніру:
|  | - 1990 = 17 - 1991–1992 = 20 - 1992–1993 = 17 - 1993–1994 = 19 - 1994–2000 = 16 |  | - 2000–2004 = 12 - 2004–2005 = 10 - 2005–2006 = 16 - 2006–2008 = 14 - 2008–2009 = 11 |  | - 2009–2011 = 10 - 2011–2014 = 12 - 2014–2016 = 16 - 2016 (осінь) = 14 - з 2017 і досі = 10 |

## Чемпіони

### Радянський період (1927–1989)
- 1927: Батумі XI
- 1928: Тбілісі XI

1929-35 не проводили
- 1936: ЗІІ (Тбілісі)
- 1937: Локомотив (Тбілісі)
- 1938: Динамо (Батумі)
- 1939: Наука (Тбілісі)
- 1940: Динамо (Батумі)

1941-42 не проводили
- 1943: ОДКА (Тбілісі)

1944    не проводили
- 1945: Локомотив (Тбілісі)
- 1946: Динамо (Кутаїсі)
- 1947: Динамо (Сухумі)
- 1948: Динамо (Сухумі)
- 1949: Торпедо (Кутаїсі)
- 1950: ТОДО (Тбілісі)
- 1951: ТОДО (Тбілісі)
- 1952: ТТУ (Тбілісі)
- 1953: ТТУ (Тбілісі)
- 1954: ТТУ (Тбілісі)
- 1955: Динамо (Кутаїсі)
- 1956: Локомотив (Тбілісі)
- 1957: ТТУ Тбілісі
- 1958: ТТУ Тбілісі
- 1959: Металург (Руставі)
- 1960: Імереті (Кутаїсі)
- 1961: Гурія (Ланчхуті)
- 1962: Імереті (Кутаїсі)
- 1963: Імереті (Кутаїсі)
- 1964: ІнґурГЕС (Зугдіді)
- 1965: Толіа (Тбілісі)
- 1966: Гурія (Ланчхуті)
- 1967: Мерцхалі (Махарадзе)
- 1968: СКА (Тбілісі)
- 1969: Сулорі (Вані)
- 1970: СКІФ (Тбілісі)
- 1971: Гурія (Ланчхуті)
- 1972: Локомотив (Самтредіа)
- 1973: Динамо (Зугдіді)
- 1974: Металург (Руставі)
- 1975: Маґароелі (Чіатура)
- 1976: СКІФ (Тбілісі)
- 1977: Мзіурі (Ґалі)
- 1978: Колхеті (Поті)
- 1979: Металург (Руставі)
- 1980: Мешахте (Ткібулі)
- 1981: Мешахте (Ткібулі)
- 1982: Мерцхалі (Махарадзе)
- 1983: Самґуралі (Цхалтубо)
- 1984: Металург (Руставі)
- 1985: Шадревані-83 (Цхалтубо)
- 1986: Шевадрені (Тбілісі)
- 1987: Мерцхалі (Махарадзе)
- 1988: Колхеті (Поті)
- 1989: Шадревані-83 (Цхалтубо)

### Період незалежності (з 1990 й досі)
- 1990: Іберія (Тбілісі)
- 1991: Іберія (Тбілісі)
- 1992: Динамо (Тбілісі)
- 1993: Динамо (Тбілісі)
- 1994: Динамо (Тбілісі)
- 1995: Динамо (Тбілісі)
- 1996: Динамо (Тбілісі)
- 1997: Динамо (Тбілісі)
- 1998: Динамо (Тбілісі)
- 1999: Динамо (Тбілісі)
- 2000: Торпедо (Кутаїсі)
- 2001: Торпедо (Кутаїсі)
- 2002: Торпедо (Кутаїсі)
- 2003: Динамо (Тбілісі)
- 2004: ВІТ Джорджія
- 2005: Динамо (Тбілісі)
- 2006: Сіоні
- 2007: Олімпі
- 2008: Динамо (Тбілісі)
- 2009: ВІТ Джорджія
- 2010: Олімпі
- 2011: Зестафоні
- 2012: Зестафоні
- 2013: Динамо (Тбілісі)
- 2014: Динамо (Тбілісі)
- 2015: Діла (Горі)
- 2016 (весна): Динамо (Тбілісі)
- 2016 (осінь): Самтредія
- 2017: Торпедо (Кутаїсі)
- 2018: Сабуртало
- 2019: Динамо (Тбілісі)
- 2020: Динамо (Тбілісі)
- 2021: Динамо (Батумі)
- 2022: Динамо (Тбілісі)
- 2023: Динамо (Батумі)
- 2024: Іберія 1999

## Досягнення чемпіонів
| Клуб               | Титули | Перемоги за роками |
| ------------------ | ------ | --- |
| Динамо (Тбілісі)   | 19     | 1990, 1991, 1991–92, 1992–93, 1993–94, 1994–95, 1995–96, 1996–97, 1997–98, 1998–99, 2002–03, 2004–05, 2007–08, 2012–13, 2013–14, 2015–16, 2019, 2020, 2022 |
| Торпедо (Кутаїсі)  | 4      | 1999–00, 2000–01, 2001–02, 2017 |
| Зестафоні          | 2      | 2010–11, 2011–12 |
| ВІТ Джорджія       | 2      | 2003–04, 2008–09 |
| Металург (Руставі) | 2      | 2006–07, 2009–10 |
| Іберія 1999*       | 2      | 2018, 2024 |
| Динамо (Батумі)    | 2      | 2021, 2023 |
| Сіоні              | 1      | 2005–06 |
| Діла (Горі)        | 1      | 2014–15 |
| Самтредія          | 1      | 2016 |

* У 2018 році став чемпіоном під назвою «Сабуртало»